# Trowunna Wildlife Park
Trowunna Wildlife Park är ett viltreservat i Australien. Det ligger i delstaten Tasmanien, i den sydöstra delen av landet, omkring 160 kilometer nordväst om delstatshuvudstaden Hobart.
I omgivningarna runt Trowunna Wildlife Park växer i huvudsak städsegrön lövskog. Runt Trowunna Wildlife Park är det mycket glesbefolkat, med 2 invånare per kvadratkilometer. Genomsnittlig årsnederbörd är 1 605 millimeter. Den regnigaste månaden är juli, med i genomsnitt 178 mm nederbörd, och den torraste är februari, med 73 mm nederbörd.